# ریشه‌یابی معادلات چندجمله‌ای
ریشه‌یابی معادله روش‌های یافتن ریشه‌های یک معادله (The roots of an equation) یعنی نقاط تلاقی نمودار آن معادله با محورهای مختصات می‌باشد. به‌طور معمول از آن جا که توابع را در حالت استاندارد y نسبت به x تعریف می‌کنند، ریشه‌های یک معادله را نقاط برخورد معادله با محور xها در نظر می‌گیرند.
برای مثال ریشه‌های معادله فرضی {\displaystyle ax^{n}+bx^{n-1}+cx^{n-2}+....+C=y} نسبت به محور xها در واقع مجموعه‌ای از نقاط اشتراک نمودار معادله با محور xها می‌باشد و چون آن نقاط بر روی محور xها واقع می‌باشند یعنی دارای عرض صفر هستند، بدین منظور باید مقدار x را در معادله‌ای که عرض (y) آن صفر است، درآوریم.

## تشخیص معادله درجه اول
برای حل معادله درجه اول ابتدا باید در نظر گرفت که معادله درجه اول یک تساوی جبری است که بزرگ‌ترین توان متغیر آن یک باشد. البته تشخیص درجه بعضی از معادلات در ابتدا مشکل است اما بعد از ساده کردن معادله این کار به راحتی قابل تشخیص است.
از ساده‌ترین معادلات درجه اول عبارت زیر می‌باشد. اگر دروس ابتدایی را به خاطر داشته باشید برای آموزش مفهوم تقسیم این‌جای خالی‌ها را به شما می‌دادند.
{\displaystyle 3x=9}

## حل معادله درجه اول
برای پیدا کردن ریشه‌های x یک معادله ی درجه اول باید مقدار x را از حالت کلی معادلات درجه اول به دست آوریم. حالت کلی معادلات درجهٔ اول برابر {\displaystyle y_{2}-y_{1}=mx} می‌باشد که در آن {\displaystyle y_{2}} عرض اصلی ، {\displaystyle y_{1}} عرض اولیه، m شیب نمودار و x متغیر طول نمودار می‌باشد، همچنین در اکثر منابع شکل اصلی معادلات درجهٔ اول به صورت {\displaystyle y=mx+h} نمایش داده می‌شود که در آن h همان عرض اولیه است که به اختصار از کلمهٔ height استفاده می‌شود
روش حل معادلات درجهٔ اول بدین گونه است:
چون می‌خواهیم نقاط تلاقی نمودار با محور xها را پیدا کنیم عرض آن (y) را برابر صفر قرار می‌دهیم و داریم:
{\displaystyle mx+h=0}
با حل معادله فوق به ترتیب زیر مقدار x را بدست می‌آوریم:
{\displaystyle mx=-h}
{\displaystyle x={-h \over m}}
و می‌بینیم که مقدار x همواره برابر است با حاصل تقسیم عرض از مبداً معادله بر شیب آن؛ بنابراین هنگامی که عرض از مبداً معادله صفر باشد ریشهٔ معادله نیز صفر است و نمودار معادله از مبداً مختصات خواهد گذشت.

## حل معادلات درجه دوم
همانند حل معادلات درجهٔ اوّل برای پیدا کردن نقاط تقاطع معادله با محور {\displaystyle x}ها صورت کلی معادلات درجه دوم را نوشته و عرض آن یعنی {\displaystyle y} را برابر صفر قرار می‌دهیم، پس داریم:
{\displaystyle ax^{2}+bx+c=0}
سپس با حل معادلهٔ فوق مقادیر {\displaystyle x} را به‌دست می‌آوریم. توجّه کنید که {\displaystyle a} نمی‌تواند برابر با صفر باشد زیرا در این صورت معادله از نوع درجهٔ اوّل می‌شود. پس با شرط {\displaystyle a\neq 0} معادله را حل می‌کنیم:
{\displaystyle a(x^{2}+{b \over a}x+{c \over a})=0}
اگر ضرب چند عبارت برابر صفر شود، به این معنی است که حداقل یکی از عبارت‌ها صفر است، و از آنجا که ما {\displaystyle a\neq 0} را شرط اوّلیه قرار دادیم، پس آخرین عبارت مانده، یعنی همان عبارت داخل پرانتر صفر است، که داریم:
{\displaystyle x^{2}+{b \over a}x+{c \over a}=0}
برای حل معادله آن را تبدیل به مربع کامل می‌کنیم:
{\displaystyle (x^{2}+{b \over a}x)+{c \over a}=0}
{\displaystyle (x+{b \over 2a})^{2}-{b^{2} \over 4a^{2}}+{c \over a}=0}
{\displaystyle (x+{b \over 2a})^{2}-{b^{2}-4ac \over 4a^{2}}=0}
{\displaystyle (x+{b \over 2a})^{2}={b^{2}-4ac \over 4a^{2}}}
حالا از طرفین معادله جذر می‌گیریم تا مقدار {\displaystyle x} را به‌دست آوریم:
{\displaystyle (x+{b \over 2a})=\pm {\sqrt {b^{2}-4ac \over 4a^{2}}}}
{\displaystyle x=\pm {\sqrt {b^{2}-4ac \over 4a^{2}}}-{b \over 2a}}
{\displaystyle x={-b\pm {\sqrt {b^{2}-4ac}} \over 2a}}
در نتیجه معادله دارای دو ریشهٔ زیر می‌باشد:
{\displaystyle x_{1}={-b+{\sqrt {b^{2}-4ac}} \over 2a}}
{\displaystyle x_{2}={-b-{\sqrt {b^{2}-4ac}} \over 2a}}
معمولاً عبارت {\displaystyle b^{2}-4ac} را برابر با حرف دِلتای بزرگ {\displaystyle \Delta } نمایش می‌دهند، دِلتا در ریاضیات نماد فاصله یا تغییرات است.
دلتا می‌تواند مقادیر زیر را اختیار کند:
- الف) {\displaystyle \Delta >0} که در آن صورت فاصلهٔ بین دو ریشه مثبت است، پس معادله دو ریشهٔ مختلف دارد.
- ب) {\displaystyle \Delta =0} که در آن صورت فاصلهٔ بین دو ریشه صفر است، پس هر دو جواب معادله یکی هستند و معادله اصطلاحاً ریشهٔ مضاعف دارد.
- ج) {\displaystyle \Delta <0} که در آن صورت فاصلهٔ بین دو ریشه عددی منفی است ومعادله ریشهمختلط دارد

### حالت‌های خاص و نکات معادلات درجهٔ دوم

حل کلی معادله درجه دو به روش مربع کامل کردن.

در معادلهٔ کلی {\displaystyle ax^{2}+bx+c=0}
۱) اگر {\displaystyle c=0} باشد، یک ریشه صفر {\displaystyle 0} و دیگری برابر با {\displaystyle {-b \over a}} است.

در معادلهٔ زیر، شرط است {\displaystyle a\neq 0} و {\displaystyle c=0} باشد.
{\displaystyle ax^{2}+b+c=ax^{2}+bx+0=0}
و چون {\displaystyle c=0} است پس به‌جای {\displaystyle ax^{2}+bx+0=0} می‌نویسیم:
{\displaystyle ax^{2}+bx=0}
و در ادامه:
{\displaystyle a(x^{2}+{b \over a}x)=0}
{\displaystyle x(x+{b \over a})=0}
{\displaystyle x_{1}=0,x_{2}={-b \over a}}
۲) اگر حاصل جمع {\displaystyle a,b,c} برابر صفر شود، یعنی {\displaystyle a+b+c=0} در این صورت یکی از ریشه‌ها {\displaystyle +1} و دیگری {\displaystyle c \over a} خواهد بود.
اثبات (شرط: {\displaystyle a\neq 0} و {\displaystyle a+b+c=0}):
{\displaystyle x={-b\pm {\sqrt {b^{2}-4ac}} \over 2a}}
طبق فرض : {\displaystyle a+b+c=0} پس : {\displaystyle a+c=-b}
{\displaystyle x={(a+c)\pm {\sqrt {(a+c)^{2}-4ac}} \over 2a}}
خوب است که در بارهٔ ریشهٔ مضاعف بیشتر بدانیم:
از نظر جبری ریشهٔ مضاعف ریشه‌ای است که زوج بار عبارت را صفر کند
و ریشهٔ ساده ریشه‌ای است که فرد بار یک عبارت را صفر کند
((البته در معادلاتی نظیر {\displaystyle (x-1)^{2}}
همین تعریف کافی است ولی در دو طرف ریشه ساده علامت تابع فرق می‌کند ولی در دو طرف ریشه مضاعف علامت تابع یکسان است
از نظر هندسی اگر بر محور طول‌ها طوری مماس شود که دو طرف نقطه در یک طرف محور طول‌ها بیفتد ریشه مضاعف داریم
این نکته را فراموش نکنید که اگر ریشه معادلات درجه دو مضاعف باشد آن معادله مربع کامل است.
{\displaystyle x={(a+c)\pm {\sqrt {(a^{2}+c^{2}+2ac)-4ac}} \over 2a}}
{\displaystyle x={(a+c)\pm {\sqrt {a^{2}+c^{2}-2ac}} \over 2a}}
{\displaystyle x={(a+c)\pm {\sqrt {(a-c)^{2}}} \over 2a}}
{\displaystyle x={(a+c)\pm {(a-c)} \over 2a}}
{\displaystyle x_{1}={(a+c)+{(a-c)} \over 2a},x_{2}={(a+c)-{(a-c)} \over 2a}}
{\displaystyle x_{1}={2a \over 2a}=1,x_{2}={2c \over 2a}={c \over a}}
۳) {\displaystyle a-b+c=0} : یک ریشه {\displaystyle -1} و دیگری {\displaystyle -c \over a} خواهد بود.
اثبات (شرط : {\displaystyle a\neq 0} و {\displaystyle a-b+c=0}) همانند روش بالا اثبات خواهد شد.
۴) اگر دلتای {\displaystyle \Delta } ریشه‌های یک معادله برابر صفر باشد، معادله تنها دارای یک جواب {\displaystyle -b \over 2a} خواهد بود. (ریشهٔ مضاعف خواهد داشت، یعنی هردو {\displaystyle x} جواب معادله، باهم برابر می‌شوند)
اثبات (شرط : {\displaystyle a\neq 0} و {\displaystyle \Delta =0})
{\displaystyle x={-b\pm {\sqrt {\Delta }} \over 2a}}
{\displaystyle x={-b\pm {\sqrt {0}} \over 2a}}
{\displaystyle x={-b \over 2a}}
نکته: همان‌طور که می‌دانید در صورتی که معادله دارای یک ریشه باشد یعنی تنها یک نقطهٔ تماس با محور xها دارد، در این صورت آن نقطه تنها می‌تواند نقطهٔ مینیمم یا ماکسیمم باشد، پس داریم:
{\displaystyle ax^{2}+bx+c=0}
با گرفتن مشتق داریم:
{\displaystyle 2ax+b=0}
{\displaystyle 2ax=-b}
{\displaystyle x={-b \over 2a}}
همچنین جالب است بدانید مجموع دو ریشه در معادلهٔ درجه دوم {\displaystyle -b \over a} است. ضمن اینکه ضرب دو ریشهٔ معادلهٔ درجه دوم از رابطهٔ {\displaystyle c \over a} به‌دست می‌آید.
موفق باشید

## حدس زدن حدود ریشه‌ها

### از روی تغییر علامت تابع
حدود ریشه‌های یک معادله را می‌توان با چک کردن مقادیر مختلف در آن بدست آورد، اگر:
۱ - اگر تابع در بازهٔ (a,b) پیوسته باشد.
۲ - اگر به ازای دادن دو مقدار {\displaystyle x_{1}} و {\displaystyle x_{2}}، جواب از مثبت به منفی یا از منفی به مثبت تغییر علامت داد، آن گاه حداقل یک جواب بین {\displaystyle x_{1}} و {\displaystyle x_{2}} برای این معادله وجود دارد، بدیهی است که اگر با دادن مقداری جواب صفر گردد همان‌طور که قبلاً گفته شد آن مقدار ریشهٔ معادله است.

#### استدلال روش و مثال
فرض کنیم که تابع f با ضابطهٔ {\displaystyle f(x)=x^{2}-2^{x}}(این معادله از معادلات بسیار معروفی است که با این روش ریشهٔ دیگر آن بین (۰,-۱) حدس زده می‌شود) است و می‌دانیم که نمودار این تابع در بازهٔ [۰,-۱] پیوسته می‌باشد، در این صورت اگر معادله تغییر علامت دهد (از مثبت، منفی یا از منفی مثبت شود) یعنی روی محور عرض‌ها از yهای منفی به yهای مثبت یا از yهای مثبت به yهای منفی رفته‌است و چون پیوسته‌است پس حتماً در این بین از y=۰ نیز گذشته‌است پس در این بین ریشه دارد.
ای پیدا کردن حدود ریشه‌هایش شروع به مقدار دهی می‌کنیم:
{\displaystyle f(-1)=(-1)^{2}-2^{(-1)}=+1-{1 \over 2}={1 \over 2}}
{\displaystyle f(-1)>0}
{\displaystyle f(0)=(0)^{2}-2^{(0)}=0-1=-1}
{\displaystyle f(0)<0}
همان‌طور که می‌بینید تابع به ازای (f(-1 مثبت بوده و به ازای (f(0 منفی شده‌است، پس در این بین تغییر علامت داده و ریشه دارد.
با تکرار این روش می‌توانیم به ریشهٔ معادله نزدیک و نزدیک تر شویم.
همچنین با استفاده از مشتق و روش نیوتن نیز بسته به شرایط می‌توان همین کار را انجام داد که در ادامه بحث خواهد شد

## حل معادلات درجهٔ چهار به بالا
بعد از ارائه گروه گالوا و نظریه گالوا توسط اواریست گالوا، دانشمند فرانسوی، آبل و روفینی در اثبات معروف خودشان اثبات کردند:
1. فقط در معادلاتی می‌توان تمام ریشه‌ها را به صورت دقیق به دست آورد که گروه گالوا در آن حل پذیر باشند.
2. در معادلات درجهٔ پنج به بالا (یعنی پنج، شش، هفت و…) نمی‌توان همهٔ ریشه‌ها را به صورت دقیق بر حسب ضرایب مجهول بدست آورد.

برای معادلات درجه بالاتر از روش‌های عددگذاری همچون عددگذاری نیوتون استفاده می‌کنند.